# جولسيرين إنجين
جولسيرين إنجين (بالتركية: Gülseren Engin) (ولدت في عام 1946) كاتبة تركية.
ولدت جولسيرين إنجين في عام 1946 في مدينة إسطنبول. عاشت طفولتها وصباها في مدينة أنقرة. وأصبحت طبيبة في عام 1971. وقدمت جولسيرين إنجين الرعاية الصحية في العديد من المناطق بالدولة.
وفي عام 1989 نشرت أول كتاب لها بعنوان «المضيف المتعب» (قصص). وكتبت جولسيرين إنجين كتب في الأنواع الأتية «قصة، ورواية، ومسرح، وحكاية». وحازت من خلال كتبها على العديد من الجوائز.

## أعمالها
•	المضيف المتعب (1989)
•	قصة الحب (1992)
•	مسارات السفر (2000)
•	حديقة الزهور المجففة (2003)
•	هروب الأحلام (1994)
•	القصص الأخيرة (2002)

## أبحاثها – خواطرها
•	أنقرة المدينة المتألمة (2008)

## رواياتها
•	جزيرة في الجحيم (2001)
• المتعب والجريح (2004)

## قصصها
•	حديقة الأحلام  (قصة أطفال)
•	الزفاف الرسمي
•	القرنفل الأحمر
•	سفينة الأسطورة

## جوائزها
- المركز الثاني بمسابقة قصة سيف الدين (1993).
- الجائزة الخاصة بمسابقة قصة عمر سيف الدين (1994).
- جائزة قصة يونس نادي عن ملفها المسمى «قصص عادية» (1998).
- جائزة مسابقة أورهان كمال عن ملفها المسمى «تغلب في الطليعة» (2001).